# Halohidrina

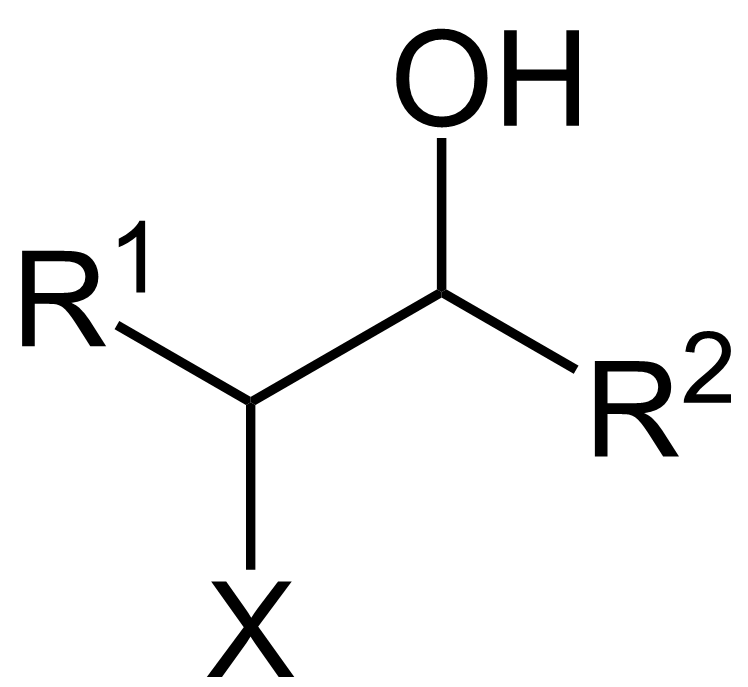
Estructura general de una halohidrina, donde X = I, Br, F, o Cl.

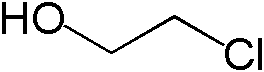
Estructura de la halohidrina 2-cloroetanol.

En química orgánica, una halohidrina es una clase de compuestos orgánicos que comparten el grupo funcional C(X)-C(OH): un átomo de carbono tiene un sustituyente halógeno, y un átomo de carbono adyacente tiene un sustituyente hidroxilo. 

## Formación de halohidrinas
- A partir de un alqueno en la reacción de formación de halohidrinas
- A partir de un epóxido, por adición de un ácido hidrácido

## Reacciones de las halohidrinas
- En presencia de una base, como el hidróxido de potasio, una halohidrina puede sufrir una reacción SN2 interna para formar un epóxido. Este proceso es el reverso de la reacción de formación a partir de un epóxido.
- La epoxidación en sistemas biológicos puede ser catalizada por halohidrin dehalogenasa.

- Datos: Q421086